# Élections municipales françaises de 1989
Les élections municipales françaises de 1989 se déroulent les 12 et 19 mars, au début du second mandat présidentiel de François Mitterrand.

## Résultats

### Nombre de suffrages par étiquette politique
|                | RPR-UDF              | 11 479 157 | 47,76  |  |  |  |  |  |
|                | Droite parlementaire | 11 479 157 | 47,76  |  |  |  |  |  |
|                |                      |            |        |  |  |  |  |  |
|                | Union de la gauche   | 4 419 750  | 18,39  |  |  |  |  |  |
|                | Parti socialiste     | 2 557 298  | 10,64  |  |  |  |  |  |
|                | Gauche centristes    | 2 357 609  | 9,81   |  |  |  |  |  |
|                | Divers gauche        | 1 202 205  | 4,99   |  |  |  |  |  |
|                | Parti communiste     | 925 324    | 3,85   |  |  |  |  |  |
|                | Gauche parlementaire | 11 462 186 | 47,68  |  |  |  |  |  |
|                |                      |            |        |  |  |  |  |  |
|                | Écologistes          | 353 416    | 1,47   |  |  |  |  |  |
|                | Écologistes          | 353 416    | 1,47   |  |  |  |  |  |
|                |                      |            |        |  |  |  |  |  |
|                | Front national       | 608 796    | 2,53   |  |  |  |  |  |
|                | Extrême droite       | 14 417     | 0,05   |  |  |  |  |  |
|                | Extrême droite       | 623 213    | 2,58   |  |  |  |  |  |
|                |                      |            |        |  |  |  |  |  |
|                | Extrême gauche       | 82 766     | 0,34   |  |  |  |  |  |
|                | Extrême gauche       | 82 766     | 0,34   |  |  |  |  |  |
|                |                      |            |        |  |  |  |  |  |
|                |                      |            |        |  |  |  |  |  |
|                | Régionalistes        | 37 646     | 0,16   |  |  |  |  |  |
| Exprimés       | Exprimés             | 26 186 678 | 96,22  |  |  |  |  |  |
| Blancs et nuls | Blancs et nuls       | 106        | 0,83   |  |  |  |  |  |
| Total          | Total                | 27 214 831 | 72,81  |  |  |  |  |  |
| Abstention     | Abstention           | 10 158 131 | 27,18  |  |  |  |  |  |
| Inscrits       | Inscrits             | 37 373 549 | 100,00 |  |  |  |  |  |

### Nombre d'élus par étiquette politique
| Parti | Parti                | Nombre de sièges | Nombre de sièges |
| Parti | Parti                | En 1983          | En 1989          |
| ----- | -------------------- | ---------------- | ---------------- |
|       | Divers gauche        | 109 261          | 127 118          |
|       | Parti socialiste     | 50 959           | 46 520           |
|       | Parti communiste     | 26 906           | 21 351           |
|       | MRG                  | 5 036            | 2 983            |
|       | Gauche parlementaire | 192 162          | 197 972          |
|       |                      |                  |                  |
|       | Divers droite        | 252 369          | 256 625          |
|       | RPR                  | 24 787           | 23 272           |
|       | UDF                  | 30 128           | 21 512           |
|       | Droite parlementaire | 307 284          | 301 409          |
|       |                      |                  |                  |
|       | Écologistes          | 757              | 1 369            |
|       | Extrême gauche       | 1 177            | 929              |
|       | Front national       | 0                | 804              |
|       | Régionalistes        | 0                | 428              |
|       | Extrême droite       | 211              | 159              |
| Total | Total                | 501 591          | 503 070          |

### Analyse
Le taux d'abstention se révèle particulièrement élevé, avec 30,38 %, notamment dans les grandes villes : 44,12 % à Paris, 41,9 % à Lyon et 39,5 % à Marseille.
Si le chef du RPR, Jacques Chirac réussit le « grand chelem » à Paris (victoire dans les vingt arrondissements), le Parti socialiste sort renforcé de ces élections en remportant 35 municipalités de plus de 20 000 habitants dont Strasbourg, et n'en perd que 14 (dont 2 conservées par les dissidents). Il efface ainsi en partie la cuisante défaite des municipales de 1983. Robert Vigouroux (PS diss.) réalise lui aussi le « grand chelem » à Marseille en gagnant dans les huit secteurs de la ville. Pour autant, le rapport de force général (en voix et en sièges) reste favorable à la droite avec 180 villes de plus de 20 000 habitants.
Les élections sont également marquées par l'irruption sur le plan local de nouvelles forces politiques : les Verts, qui obtiennent plus de 600 conseillers municipaux, dont une quinzaine de maires et une quarantaine d’adjoints, et le Front national, ce dernier remportant sa première mairie à Saint-Gilles (11.304 hab. en 1990). Le PCF en perd 15 et n'en gagne qu'une.
Le maintien au second tour des Verts et du Front national a entraîné un nombre inhabituel de triangulaires (57 contre moins d'une dizaine en 1983) et même de quadrangulaires (17) par rapport aux classiques duels de la bipolarisation (47 contre une soixantaine en 1983).
Selon le journal Le Monde du 21 mars 1989, le bilan sur les grandes villes de métropole de plus de 30 000 habitants (population en 1989) hors Paris/Lyon/Marseille serait le suivant :
- PS : gain net de 16 villes, dont 3 sur le PCF et 13 sur la droite
- PCF: perte nette de 5 villes, dont 3 au bénéfice du PS, et 2 au bénéfice de la droite
- MRG: gain net de 1 ville
Sur l'ensemble des grandes villes de plus de 30 k habitants: 
Le PS efface totalement sa défaite de 1983 (perte de 15 villes par rapport à 1977), en tenant compte cependant d'un transfert provenant du PC de 3 villes. Il retrouve son niveau de 1977, avec 80 villes sous gestion.
Le PC perd 5 villes (sans compter 2 villes qui élisent des communistes dissidents), et se retrouve avec environ 45 villes sous gestion, soit son niveau au lendemain des élections de 1971, loin des 72 villes conquises en 1977 (notamment, 22 villes ont été perdues en 1983/1984, et non reprises en 1989)
La gauche PC+PS+MRG gagne sur la droite par rapport à 1983 12 villes : 13 PS + 1 MRG -2 PC, uniquement grâce au PS, ce qui accrédite la déclaration de victoire de Michel Rocard au soir du second tour.
Une victoire de la majorité gouvernementale est par ailleurs exceptionnelle dans ce type d'élection: seul Georges Pompidou et Jacques Chaban Delmas ont réussi, avant Michel Rocard, cette performance en mars 1971 (gain net d'une dizaine de villes), mais au prix d'une extension très large des alliances entre gaullistes et centristes avant le premier tour. En mars 1989, c'est une alliance entre les deux tours avec les écologistes, qui font une belle percée au premier tour, qui permet à Michel Rocard et à la gauche de l'emporter globalement.
Avec environ 125 villes de plus de 30 k habitants, la gauche conserve une avance sur la droite (environ 95 villes).
Sur le trio Paris / Lyon / Marseille, Paris et Lyon restent à droite, avec deux grands chelems du RPR (Chirac à Paris pour la seconde fois, et Michel Noir qui prend Lyon à l'UDF).
Le PS perd Marseille au profit d'un divers gauche (Robert Vigouroux), qui réalise également un grand chelem sur tous les secteurs de la ville.
Selon l'analyse de Philippe Habert (étude publiée en avril 1989 par Le Figaro), le maintien au second tour des listes du Front national a permis au PS de gagner sur la droite 7 villes, qui n'auraient pas basculé sans sa présence. Sans le Front national, le gain du PS se serait donc limité à 5 villes (13-7), et pour l'ensemble de la gauche : 5 PS + 1 MRG - 2 PC = 4 villes, soit un quasi match nul avec l'opposition.
Cette constatation traduit en fait mieux la quasi égalité en voix entre la gauche et la droite parlementaire (respectivement 47,7 et 47,8%), et l'importance stratégique en voie d'acquisition par le Front national (qui devra cependant attendre 2014 pour faire une percée notable en mairies conquises).

## Changement de majorité (villes de plus de 20 000 habitants)

### De droite à gauche
- Nantes : Jean-Marc Ayrault (PS) bat Daniel Augereau (RPR)
- Strasbourg : Catherine Trautmann (PS) bat Marcel Rudloff (UDF)
- Brest : Pierre Maille (PS) bat Georges Kerbrat (RPR)
- Aix-en-Provence : Jean-François Picheral (PS) bat Jean-Pierre de Peretti (UDF)
- Saint-Denis (La Réunion) : Gilbert Annette (PS) bat Auguste Legros (RPR)
- Orléans : Jean-Pierre Sueur (PS) bat Jean-Louis Bernard (UDF)
- Mulhouse : Jean-Marie Bockel (PS) bat Joseph Klifa (UDF)
- Tourcoing : Jean-Pierre Balduyck (PS) bat Stéphane Dermaux (UDF)
- Avignon : Guy Ravier (PS) bat Jean-Pierre Roux (RPR)
- Béziers : Alain Barrau (PS) bat Georges Fontès (RPR)
- Dunkerque : Michel Delebarre (PS) bat Claude Prouvoyeur (RPR)
- Quimper : Bernard Poignant (PS) bat Marc Bécam (RPR)
- Saint-Quentin : Daniel Le Meur (PCF) bat Jacques Braconnier (RPR)
- Pessac : Alain Rousset (PS) bat Pierre Auger (RPR)
- Chambéry : Louis Besson (PS) bat Pierre Dumas (RPR)
- Cergy : Isabelle Massin (PS) bat Pierre Jannin (RPR)
- Châteauroux : Jean-Yves Gateaud (PS) bat Daniel Bernardet (UDF)
- Blois : Jack Lang (PS) bat Pierre Sudreau (UDF)
- Vandœuvre-lès-Nancy : Pierre Rousselot (PS) bat Michel Bertrand (UDF)
- Saint-Lô : Bernard Dupuis (PS) bat Jean Patounas (RPR)

### De gauche à droite
- Amiens : Gilles de Robien (UDF) bat René Lamps (PCF)
- Saint-Malo : René Couanau (UDF) bat Louis Chopier (PS)
- Angoulême : Georges Chavanes (UDF) bat Jean-Michel Boucheron (PS)
- Boulogne-sur-Mer : Jean Muselet (DVD) bat Guy Lengagne (PS)
- Castres : Jacques Limouzy (RPR) bat Philippe Deyveaux (PS)
- Bourg-en-Bresse : Paul Morin (UDF) bat Jean Moreteau (PS)
- Alençon : Alain Lambert (RPR) bat Pierre Mauger (PS)
- Laon : Jean-Claude Lamant (RPR) bat René Dosière (PS)

## Continuité

### À droite
Paris (Jacques Chirac, RPR) ; Lyon (Michel Noir, RPR, remplace Francisque Collomb, CAR) ; Toulouse (Dominique Baudis, UDF) ; Roubaix (André Diligent, UDF); Nice (Jacques Médecin, RPR) ; Bordeaux (Jacques Chaban-Delmas, RPR) ; Reims (Jean Falala, RPR) ; Saint-Étienne (François Dubanchet, UDF) ; Toulon (François Trucy, UDF) ; Grenoble (Alain Carignon, RPR) ; Dijon (Robert Poujade, RPR) ; Nîmes (Jean Bousquet, UDF) ; Tours (Jean Royer, DVD) ; Metz (Jean-Marie Rausch, DVD) ; Caen (Jean-Marie Girault, UDF) ; Rouen (Jean Lecanuet, UDF) ; Boulogne-Billancourt (Georges Gorse, RPR) ; Perpignan (Paul Alduy, UDF) ; Nancy (André Rossinot, UDF) ; Roubaix (André Diligent, UDF) ; Versailles (André Damien, UDF) ; Aulnay-sous-Bois (Jean-Claude Abrioux, RPR) ; Asnières-sur-Seine (Maurice Bokanowski, RPR) ; Antibes (Pierre Merli, UDF) ; Cannes (Michel Mouillot, UDF, remplace Anne-Marie Dupuy, RPR) ; Colmar (Edmond Gerrer, UDF) ; Troyes (Robert Galley, RPR) ; La Seyne-sur-Mer (Charles Scaglia, UDF) ; Antony (Patrick Devedjian, RPR) ; Neuilly-sur-Seine (Nicolas Sarkozy, RPR) ; Noisy-le-Grand (Françoise Richard, RPR) ; Sarcelles (Raymond Lamontagne, RPR) ; Levallois-Perret (Patrick Balkany, RPR) ; Cholet (Maurice Ligot, UDF) ; Ajaccio (Charles Ornano, DVD) ; Issy-les-Moulineaux (André Santini, UDF) ; Vannes (Pierre Pavec, UDF) ; Arles (Jean-Pierre Camoin, RPR) ; Annecy (Bernard Bosson, UDF) ; Chalon-sur-Saône (Dominique Perben, RPR) ; Brive-la-Gaillarde (Jean Charbonnel, RPR) ; Narbonne (Hubert Mouly, DVD) ; Fréjus (François Léotard, UDF) ; Carcassonne (Raymond Chesa, RPR) ; Douai (Jacques Vernier, RPR) ; Valenciennes (Jean-Louis Borloo, DVD, remplace Olivier Marlière, RPR) ; Bayonne (Henri Grenet, UDF) ; Puteaux (Charles Ceccaldi-Raynaud, RPR) ; Auxerre (Jean-Pierre Soisson, DVD) ; Sète (Yves Marchand, UDF) ; Gap (Pierre Bernard-Reymond, UDF) ; Épinal (Philippe Séguin, RPR) ; Anglet (Victor Mendiboure, UDF) ; Périgueux (Yves Guéna, RPR) ; Biarritz (Bernard Marie, RPR) ; Chaumont (Cyril Bourlon de Rouvre, DVD, remplace Georges Berchet, UDF) ; Rodez (Marc Censi, UDF) ; Lons-le-Saunier (Jacques Pélissard, RPR) ; Le Puy-en-Velay (Bernard Jammes, UDF) ; Mende (Jean-Jacques Delmas, DVD) ; Privas (Amédée Imbert, UDF) ; Grasse (Hervé de Fontmichel, UDF) ;

### À gauche
Marseille (Robert Vigouroux, PS diss.) ; Montpellier (Georges Frêche, PS) ; Lille (Pierre Mauroy, PS) ; Rennes (Edmond Hervé, PS) ; Le Havre (André Duroméa, PCF) ; Angers (Jean Monnier, PS) ; Le Mans (Robert Jarry, PCF) ; Clermont-Ferrand (Roger Quilliot, PS) ; Limoges (Louis Longequeue, PS) ; Villeurbanne (Charles Hernu, PS) ; Besançon (Robert Schwint, PS) ; Argenteuil (Robert Montdargent, PCF) ; Montreuil (Jean-Pierre Brard, PCF) ; Saint-Denis (Seine-Saint-Denis) (Marcelin Berthelot, PCF) ; Nanterre (Jacqueline Fraysse, PCF) ; Poitiers (Jacques Santrot, PS) ; Créteil (Laurent Cathala, PS) ; Pau (André Labarrère, PS) ; Calais (Jean-Jacques Barthe, PCF) ; La Rochelle (Michel Crépeau, MRG) ; Bourges (Jacques Rimbault, PCF) , Saint-Nazaire (Joël-Guy Batteux, PS), Valence (Rodolphe Pesce, PS) ; Aubervilliers (Jack Ralite, PCF) ; Drancy (Maurice Nilès, PCF) ; Mérignac (Michel Sainte-Marie, PS) ; Lorient (Jean-Yves Le Drian, PS) ; Niort (Bernard Bellec, PS) ; Vénissieux (André Gerin, PCF) ; Charleville-Mézières (Roger Mas, PS) ; Beauvais (Walter Amsallem, PS) ; Montauban (Hubert Gouze, PS) ; Évreux (Rolland Plaisance, PCF) ; Laval (André Pinçon, PS) ; Belfort (Jean-Pierre Chevènement, PS) ; Clichy (Gilles Catoire, PS) ; Évry (Jacques Guyard, PS) ; Ivry-sur-Seine (Jacques Laloë, PCF) ; Meaux (Jean Lion, PS) ; La Roche-sur-Yon (Jacques Auxiette, PS) ; Châlons-en-Champagne (Jean Reyssier, PCF) ; Tarbes (Raymond Erraçarret, PCF) ; Albi (Michel Castel, PS) ; Saint-Brieuc (Claude Saunier, PS) ; Martigues (Paul Lombard, PCF) ; Montluçon (Pierre Goldberg, PCF) ; Mantes-la-Jolie (Paul Picard, PS) ; Arras (Léon Fatous, PS) ; Aubagne (Jean Tardito, PCF) ; Nevers (Pierre Bérégovoy, PS) ; Gennevilliers (Jacques Brunhes, PCF) ; Chartres (Georges Lemoine, PS) ; Alès (Alain Fabre, PS, remplace Gilbert Millet, PCF) ; Istres (Jacques Siffre, PS) ; Roanne (Jean Auroux, PS) ; Bastia (Émile Zuccarelli, MRG, remplace Jean Zuccarelli, MRG) ; Bagneux (Janine Jambu, PCF) ; Vitrolles (Jean-Jacques Anglade, PS) ; Lens (André Delelis, PS) ; Châtellerault (Édith Cresson, PS) ; Aurillac (René Souchon, PS) ; Mont-de-Marsan (Philippe Labeyrie, PS) ; Vienne (Louis Mermaz, PS) ; Colomiers (Alex Raymond, PS) ; Meyzieu (Jean Poperen, PS) ; Bar-le-Duc (Jean Bernard, PS) ; Guéret (André Lejeune, PS) ; Foix (Jean-Noël Fondere, PS) ; Outreau (Jean-Marie François, PS) ;

## Résultats par ville

### Villes de plus de150 000 habitants
| Ville         | Population (1982) | Maire sortant | Maire sortant         | Parti | Maire élu | Maire élu             | Parti |
| ------------- | ----------------- | ------------- | --------------------- | ----- | --------- | --------------------- | ----- |
| Paris         | 2 176 243         |               | Jacques Chirac        | RPR   |           | Jacques Chirac        | RPR   |
| Marseille     | 874 436           |               | Robert Vigouroux      | PS    |           | Robert Vigouroux      | PS    |
| Lyon          | 413 095           |               | Francisque Collomb*   | DVD   |           | Michel Noir           | RPR   |
| Toulouse      | 358 688           |               | Dominique Baudis      | UDF   |           | Dominique Baudis      | UDF   |
| Nice          | 347 995           |               | Jacques Médecin       | RPR   |           | Jacques Médecin       | RPR   |
| Strasbourg    | 248 712           |               | Marcel Rudloff        | UDF   |           | Catherine Trautmann   | PS    |
| Nantes        | 240 539           |               | Michel Chauty*        | RPR   |           | Jean-Marc Ayrault     | PS    |
| Bordeaux      | 208 159           |               | Jacques Chaban-Delmas | RPR   |           | Jacques Chaban-Delmas | RPR   |
| Saint-Étienne | 199 396           |               | François Dubanchet    | UDF   |           | François Dubanchet    | UDF   |
| Le Havre      | 199 388           |               | André Duroméa         | PCF   |           | André Duroméa         | PCF   |
| Montpellier   | 197 231           |               | Georges Frêche        | PS    |           | Georges Frêche        | PS    |
| Lille         | 196 705           |               | Pierre Mauroy         | PS    |           | Pierre Mauroy         | PS    |
| Rennes        | 194 656           |               | Edmond Hervé          | PS    |           | Edmond Hervé          | PS    |
| Toulon        | 179 423           |               | François Trucy        | UDF   |           | François Trucy        | UDF   |
| Reims         | 177 234           |               | Jean Falala           | RPR   |           | Jean Falala           | RPR   |
| Grenoble      | 156 637           |               | Alain Carignon        | RPR   |           | Alain Carignon        | RPR   |
| Brest         | 156 060           |               | Georges Kerbrat       | RPR   |           | Pierre Maille         | PS    |

Bilan des élections sur les 17 communes de plus de 150 000 habitants : sept maires PS et un maire PCF ont été élus, face à six maires RPR et trois maires UDF.

## L'élection dans les grandes villes
- Certaines de ses couleurs nuisent à son accessibilité et ne respectent pas la charte graphique. Les couleurs ne sont pas interdites, mais il est conseillé d'en faire un usage modéré qui respecte les normes d'accessibilité. (Marqué depuis août 2018)

### Aix-en-Provence
- Maire sortant : Jean-Pierre de Peretti (UDF (Rad)) de 1983 à 1989.

| Tête de liste  | Tête de liste                  | Liste             | Premier tour | Premier tour | Second tour | Second tour | Sièges |
| Tête de liste  | Tête de liste                  | Liste             | Voix         | %            | Voix        | %           | Sièges |
| -------------- | ------------------------------ | ----------------- | ------------ | ------------ | ----------- | ----------- | ------ |
|                | Jean-François Picheral élu     | PS (Les Verts)    | 13 889       | 30,50        | 24 894      | 51,26       | 42     |
|                | M. Foulquier                   | PCF               | 2 546        | 5,59         | 24 894      | 51,26       | 42     |
|                | Jean-Pierre de Peretti sortant | UDF (Rad)         | 9 032        | 19,83        | 15 877      | 32,70       | 9      |
|                | Jean-Pierre Bouvet             | RPR               | 9 015        | 19,79        | 454         | 0,93        | 0      |
|                | Philippe Milliau               | FN                | 6 851        | 15,04        | 7 334       | 15,10       | 4      |
|                | M. Roche                       | Divers écologiste | 3 017        | 6,62         |             |             |        |
|                | M. Boudet                      | diss. UDF         | 628          | 1,38         |             |             |        |
|                | M. Zerbib                      | Divers            | 568          | 1,25         |             |             |        |
|                |                                |                   |              |              |             |             |        |
| Inscrits       | Inscrits                       | Inscrits          | 72 961       | 100,00       | 72 966      | 100,00      |        |
| Abstentions    | Abstentions                    | Abstentions       | 26 770       | 36,69        | 22 927      | 31,42       |        |
| Votants        | Votants                        | Votants           | 46 191       | 63,31        | 50 039      | 68,58       |        |
| Blancs et nuls | Blancs et nuls                 | Blancs et nuls    | 645          | 1,40         | 1 480       | 2,96        |        |
| Exprimés       | Exprimés                       | Exprimés          | 45 546       | 98,60        | 48 559      | 97,04       |        |

### Albi
- Maire sortant : Michel Castel (PS) depuis 1977

|                                          | Michel Castel sortant réélu | PS (PCF, MRG)     | 10 530 | 50,34  | 33 |  |  |
|                                          | M. Nespoulous               | UDF (CDS) (RPR)   | 7 273  | 34,77  | 7  |  |  |
|                                          | M. Carrère                  | Divers écologiste | 3 114  | 14,88  | 3  |  |  |
|                                          |                             |                   |        |        |    |  |  |
| Inscrits                                 | Inscrits                    | Inscrits          | 31 809 | 100,00 | 43 |  |  |
| Abstentions                              | Abstentions                 | Abstentions       | 10 033 | 31,54  |    |  |  |
| Votants                                  | Votants                     | Votants           | 21 776 | 68,46  |    |  |  |
| Blancs et nuls                           | Blancs et nuls              | Blancs et nuls    | 859    | 3,94   |    |  |  |
| Exprimés                                 | Exprimés                    | Exprimés          | 20 917 | 96,06  |    |  |  |
| Source : Le Monde du 14 mars 1989, p. 10 |                             |                   |        |        |    |  |  |

### Amiens
- Maire sortant : René Lamps (PCF) depuis 1971

| Tête de liste                            | Tête de liste        | Liste                | Premier tour | Premier tour | Second tour | Second tour | Sièges |
| Tête de liste                            | Tête de liste        | Liste                | Voix         | %            | Voix        | %           | Sièges |
| ---------------------------------------- | -------------------- | -------------------- | ------------ | ------------ | ----------- | ----------- | ------ |
|                                          | Gilles de Robien élu | UDF (PR) (RPR, CNIP) | 21 259       | 40,99        | 30 791      | 55,87       | 43     |
|                                          | René Lamps sortant   | PCF                  | 14 376       | 27,71        | 24 315      | 44,12       | 12     |
|                                          | M. Delignières       | PS (MRG)             | 9 608        | 18,52        | 24 315      | 44,12       | 12     |
|                                          | M. Dupille           | FN                   | 4 138        | 7,97         |             |             |        |
|                                          | M. Dru               | Extrême gauche       | 1 407        | 2,71         |             |             |        |
|                                          | M. Garet             | ADD                  | 1 074        | 2,07         |             |             |        |
|                                          |                      |                      |              |              |             |             |        |
| Inscrits                                 | Inscrits             | Inscrits             | 76 554       | 100,00       | 76 639      | 100,00      | 55     |
| Abstentions                              | Abstentions          | Abstentions          | 23 730       | 31           | 19 755      | 25,78       |        |
| Votants                                  | Votants              | Votants              | 52 824       | 69           | 56 884      | 74,22       |        |
| Blancs et nuls                           | Blancs et nuls       | Blancs et nuls       | 962          | 1,82         | 1 778       | 3,13        |        |
| Exprimés                                 | Exprimés             | Exprimés             | 51 862       | 98,18        | 55 106      | 96,87       |        |
| Source : Le Monde du 14 mars 1989, p. 30 |                      |                      |              |              |             |             |        |

### Angers
- Maire sortant : Jean Monnier (PS diss.) 1977-1989

|                | Jean Monnier sortant réélu | PS (CDS)       | 29 220 | 60,80  | 46 |  |  |
|                | Jean-Claude Rémy           | RPR (UDF)      | 12 887 | 26,82  | 7  |  |  |
|                | Marc Gicquel               | Extrême gauche | 3 237  | 6,72   | 1  |  |  |
|                | Jack Proult                | PCF            | 2 709  | 5,64   | 1  |  |  |
|                |                            |                |        |        |    |  |  |
| Inscrits       | Inscrits                   | Inscrits       | 79 227 | 100,00 | 55 |  |  |
| Abstentions    | Abstentions                | Abstentions    | 30 018 | 37,89  |    |  |  |
| Votants        | Votants                    | Votants        | 49 209 | 62,11  |    |  |  |
| Blancs et nuls | Blancs et nuls             | Blancs et nuls | 1 156  | 2,35   |    |  |  |
| Exprimés       | Exprimés                   | Exprimés       | 48 053 | 97,65  |    |  |  |

### Annecy
|                | Bernard Bosson sortant réélu | UDF (CDS)      | 9 502  | 59,52  | 46 |  |  |
|                | M. Escoffier                 | PS             | 3 102  | 19,43  | 4  |  |  |
|                | M. Mora                      | Les Verts      | 1 515  | 9,42   | 2  |  |  |
|                | M. Denu                      | Divers         | 1 239  | 7,76   | 1  |  |  |
|                | M. Métral-Boffod             | PCF            | 606    | 3,79   | 0  |  |  |
|                |                              |                |        |        |    |  |  |
| Inscrits       | Inscrits                     | Inscrits       | 28 314 | 100,00 | 53 |  |  |
| Abstentions    | Abstentions                  | Abstentions    | 11 967 | 42,27  |    |  |  |
| Votants        | Votants                      | Votants        | 16 347 | 57,73  |    |  |  |
| Blancs et nuls | Blancs et nuls               | Blancs et nuls | 383    | 2,34   |    |  |  |
| Exprimés       | Exprimés                     | Exprimés       | 15 964 | 97,66  |    |  |  |

### Argenteuil
|                   |                                  |                     |              |              |        |  |  |  |  |  |  |  |  |  |
| Tête de liste     | Tête de liste                    | Liste               | Premier tour | Premier tour | Sièges |  |  |  |  |  |  |  |  |  |
| Tête de liste     | Tête de liste                    | Liste               | Voix         | %            | Sièges |  |  |  |  |  |  |  |  |  |
|                   | Robert Montdargent sortant réélu | PCF (PS, MRG)       | 14 594       | 54,83        | 42     |  |  |  |  |  |  |  |  |  |
|                   | M. Anglade                       | RPR (UDF)           | 6 916        | 25,98        | 7      |  |  |  |  |  |  |  |  |  |
|                   | M. Bischoff                      | FN                  | 3 877        | 14,56        | 4      |  |  |  |  |  |  |  |  |  |
|                   | M. Crunil                        | Extrême gauche (LO) | 1 228        | 4,61         | 0      |  |  |  |  |  |  |  |  |  |
|                   |                                  |                     |              |              |        |  |  |  |  |  |  |  |  |  |
| Inscrits          | Inscrits                         | Inscrits            | 49 826       | 100,00       | 53     |  |  |  |  |  |  |  |  |  |
| Abstentions       | Abstentions                      | Abstentions         | 22 285       | 44,73        |        |  |  |  |  |  |  |  |  |  |
| Votants           | Votants                          | Votants             | 27 541       | 55,27        |        |  |  |  |  |  |  |  |  |  |
| Blancs et nuls    | Blancs et nuls                   | Blancs et nuls      | 927          | 3,37         |        |  |  |  |  |  |  |  |  |  |
| Exprimés          | Exprimés                         | Exprimés            | 26 614       | 96,63        |        |  |  |  |  |  |  |  |  |  |
| Source : Le Monde |                                  |                     |              |              |        |  |  |  |  |  |  |  |  |  |

### Arles
Maire sortant : Jean-Pierre Camoin (RPR) 1983-1989
Résultats
- Premier tour

|                    | Liste                        | Nombre de voix | Résultats |           |
| Jacques Perrot     | PCF                          | 5 781          | 23,38 %   | Fusion    |
| Michel Vauzelle    | PS-MRG                       | 6 493          | 26,26 %   | Ballotage |
| Jean-Pierre Camoin | Union de la droite (RPR-UDF) | 10 788         | 43,63 %   | Ballotage |
| Agostini           | FN                           | 1 663          | 6,72 %    |           |

- Second tour

|                    | Liste                            | Nombre de voix | Résultats | Sièges |
| Michel Vauzelle    | Union de la gauche (PS-PCF-MRG ) | 12 123         | 47,15 %   | 10     |
| Jean-Pierre Camoin | Union de la droite (RPR-UDF)     | 13 589         | 52,85 %   | 35     |

### Arras
Maire sortant : Léon Fatous   (PS)   1975-1989
Résultats
- Premier tour

|                           | Liste                               | Résultats | Sièges                         |
| Hélène Flautre            | Extrême gauche                      | 5,58 %    | 1                              |
| Léon Fatous               | Union de la gauche (PS-PCF-MRG)     | 50,03 %   | 33 (PS 20, PC 7, DVG 5, MRG 1) |
| Jean-Marie Vanlerenberghe | Liste de centredroite (UDF/CDS-RPR) | 35,28 %   | 7 (UDF 3, DVD 2, RPR 1, CNI 1) |
| Spas                      | FN                                  | 9,09 %    | 2                              |

### Asnières-sur-Seine
Maire sortant : Michel Maurice-Bokanowski (RPR) 1959-1989
Résultats
- Premier tour

|                           | Liste                           | Résultats |           |
| Michel Laneret            | Union de la gauche (PS-PCF-MRG) | 26,89 %   | Ballotage |
| Rauscher                  | UDF diss.                       | 8,44 %    |           |
| Moillaud                  | Divers de droite                | 7,44 %    |           |
| Michel Maurice-Bokanowski | Union de la Droite (RPR-UDF)    | 41,81 %   | Ballotage |
| Hubert Massol             | FN                              | 15,40 %   | Ballotage |

- Second tour

|                           | Résultat                        |         |
| Michel Laneret            | Union de la gauche (PS-PCF-MRG) | 34,53 % |
| Michel Maurice-Bokanowski | Union de la Droite (RPR-UDF)    | 48,51 % |
| Hubert Massol             | FN                              | 16,95 % |

- Élection annulée nouvelles élections municipales partielles en 1994.

### Aubervilliers
- Maire sortant : Jack Ralite (PCF)

| Tête de liste  | Tête de liste             | Liste          | Premier tour | Premier tour | Sièges |
| Tête de liste  | Tête de liste             | Liste          | Voix         | %            | Sièges |
| -------------- | ------------------------- | -------------- | ------------ | ------------ | ------ |
|                | Jack Ralite sortant réélu | PCF (PS)       | 9 232        | 62,70        | 40     |
|                | Raymond Labois            | diss. UDF      | 2 908        | 19,75        | 5      |
|                | Ernest Cartigny           | UDF (PR) (RPR) | 2 584        | 17,55        | 4      |
|                |                           |                |              |              |        |
| Inscrits       | Inscrits                  | Inscrits       | 30 313       | 100,00       | 49     |
| Abstention     | Abstention                | Abstention     | 15 204       | 50,16        |        |
| Votants        | Votants                   | Votants        | 15 109       | 49,84        |        |
| Blancs et nuls | Blancs et nuls            | Blancs et nuls | 385          | 2,55         |        |
| Exprimés       | Exprimés                  | Exprimés       | 14 724       | 97,45        |        |

### Auch
Maire sortant : Jean Laborde   (PS)   1977-1989
Résultats
- Premier tour

|              | Liste                               | Résultats | Sièges                                |
| Jean Laborde | Union de la gauche (PS-PCF-MRG-PSU) | 59,19 %   | 28 (PS 16, DVG 6, PC 4, MRG 1, PSU 1) |
| Bourdil      | Liste de centredroite (UDF/CDS-RPR) | 33,31 %   | 6 (UDF/CDS 2, RPR 2, DVD 2)           |
| Pellctan     | FN                                  | 7,49 %    | 1                                     |

### Aurillac
- Maire sortant : René Souchon (PS)
- Maire élu : René Souchon (PS)

|                          | René Souchon * | PS-MRG (Maj.prés.) | 7 368  | 52,79  | 31 |  |  |  |
| Aurillac passionnément   |                |                    | 7 368  | 52,79  | 31 |  |  |  |
|                          | Georges Brandt | RPR-UDF (UD)       | 5 356  | 38,38  | 7  |  |  |  |
| Aurillac d'abord         |                |                    | 5 356  | 38,38  | 7  |  |  |  |
|                          | Alain Cousin   | PCF                | 1 231  | 8,82   | 1  |  |  |  |
| Aurillac ensemble        |                |                    | 1 231  | 8,82   | 1  |  |  |  |
|                          |                |                    |        |        |    |  |  |  |
| Inscrits                 | Inscrits       | Inscrits           | 19 316 | 100,00 |    |  |  |  |
| Abstentions              | Abstentions    | Abstentions        | 4 879  | 25,25  |    |  |  |  |
| Votants                  | Votants        | Votants            | 14 437 | 74,75  |    |  |  |  |
| Blancs ou nuls           | Blancs ou nuls | Blancs ou nuls     | 482    | 3,34   |    |  |  |  |
| Exprimés                 | Exprimés       | Exprimés           | 13 955 | 96,66  |    |  |  |  |
| * Liste du maire sortant |                |                    |        |        |    |  |  |  |

### Auxerre
- Maire sortant : Jean-Pierre Soisson (UDF-PR puis ADD)
- Maire élu : Jean-Pierre Soisson (ADD)

| Tête de liste  | Tête de liste                     | Liste          | Premier tour | Premier tour | Sièges |
| Tête de liste  | Tête de liste                     | Liste          | Voix         | %            | Sièges |
| -------------- | --------------------------------- | -------------- | ------------ | ------------ | ------ |
|                | Jean-Pierre Soisson sortant réélu | ADD (UDF, PS)  | 7 564        | 57,94        | 32     |
|                | Jean-Marie Langoureau             | PCF            | 2 329        | 17,84        | 3      |
|                | Jean-Pierre Hussonnois            | RPR            | 2 323        | 17,80        | 3      |
|                | Claude Moreau                     | FN             | 838          | 6,42         | 1      |
|                |                                   |                |              |              |        |
| Inscrits       | Inscrits                          | Inscrits       | 22 147       | 100,00       |        |
| Abstentions    | Abstentions                       | Abstentions    | 8 609        | 38,87        |        |
| Votants        | Votants                           | Votants        | 13 538       | 61,13        |        |
| Blancs et nuls | Blancs et nuls                    | Blancs et nuls | 484          | 3,58         |        |
| Exprimés       | Exprimés                          | Exprimés       | 13 054       | 96,42        |        |

### Avignon
Maire sortant : Jean-Pierre Roux (RPR) 1983-1989
- Premier tour

|                  | Liste                        | Résultat |           |
| Landau           | PCF                          | 7,04 %   |           |
| Guy Ravier       | PS                           | 36,24 %  | Ballotage |
| Pelisson         | Les Verts                    | 6,86 %   | Ballotage |
| Mercury          | CDS dissident                | 2,74 %   |           |
| Jean-Pierre Roux | Union de la Droite (RPR/UDF) | 36,76 %  | Ballotage |
| Colombe          | FN                           | 10,36 %  |           |

- Second tour

|                  | Résultat                     |         |    |
| Guy Ravier       | PS/Les Verts                 | 47,68 % | 39 |
| Jean-Pierre Roux | Union de la Droite (RPR/UDF) | 44,39 % | 12 |
| Colombe          | FN                           | 7,91 %  | 2  |

### Beauvais
Maire sortant : Walter Amsallem (PS)   1977-1989
Résultats
- Premier tour

|                  | Liste                           | Résultats |           |
| Walter Amsallem  | Union de la gauche (PS–PCF-MRG) | 49,50 %   | Ballotage |
| Olivier Dassault | Union de la Droite (RPR-UDF)    | 43,01 %   | Ballotage |
| Mardyla          | RPR dissident                   | 3,32 %    |           |
| d'Herbais        | Front national                  | 4,16 %    |           |

- Second tour

|                  | Liste                             | Résultats | Sièges                         |
| Walter Amsallem  | “Union de la gauche” (PS-PCF-MRG) | 53,58 %   | 35 (PS 22, PC 8, MRG 3, DVG 2) |
| Olivier Dassault | Union de la Droite (RPR-UDF)      | 46,41 %   | 10 (UDF 4, RPR 3, DVD 3)       |

### Besançon
- Maire sortant : Robert Schwint (PS), réélu.

|                    |                              |                |              |              |             |             |        |  |  |  |  |  |  |  |
| Tête de liste      | Tête de liste                | Liste          | Premier tour | Premier tour | Second tour | Second tour | Sièges |  |  |  |  |  |  |  |
| Tête de liste      | Tête de liste                | Liste          | Voix         | %            | Voix        | %           | Sièges |  |  |  |  |  |  |  |
|                    | Robert Schwint sortant réélu | PS             | 14 205       | 38,92        | 18 860      | 47,01       | 41     |  |  |  |  |  |  |  |
|                    | Raymond Tourrain             | RPR (UDF)      | 11 574       | 31,71        | 15 649      | 39,00       | 11     |  |  |  |  |  |  |  |
|                    | Michèle Folschweiller        | Les Verts      | 4 708        | 12,90        | 5 613       | 13,99       | 3      |  |  |  |  |  |  |  |
|                    | M. Mars                      | FN             | 3 553        | 9,73         |             |             |        |  |  |  |  |  |  |  |
|                    | M. Vagneron                  | Extrême gauche | 1 634        | 4,48         |             |             |        |  |  |  |  |  |  |  |
|                    | M. Pillot                    | PCF            | 826          | 2,26         |             |             |        |  |  |  |  |  |  |  |
|                    |                              |                |              |              |             |             |        |  |  |  |  |  |  |  |
| Inscrits           | Inscrits                     | Inscrits       | 59 196       | 100,00       | 59 196      | 100,00      | 55     |  |  |  |  |  |  |  |
| Abstentions        | Abstentions                  | Abstentions    | 21 926       | 37,04        | 18 362      | 31,02       |        |  |  |  |  |  |  |  |
| Votants            | Votants                      | Votants        | 37 270       | 62,96        | 40 834      | 68,98       |        |  |  |  |  |  |  |  |
| Blancs et nuls     | Blancs et nuls               | Blancs et nuls | 770          | 2,07         | 712         | 1,74        |        |  |  |  |  |  |  |  |
| Exprimés           | Exprimés                     | Exprimés       | 36 500       | 97,93        | 40 122      | 98,26       |        |  |  |  |  |  |  |  |
| Source : Le Figaro |                              |                |              |              |             |             |        |  |  |  |  |  |  |  |

### Blois
Maire sortant : Pierre Sudreau (app.CDS) 1971-1989
Résultats
- Premier tour

|                | Liste                           | Résultats |           |
| Roger Leclerc  | PCF                             | 6,21 %    |           |
| Jack Lang      | PS–Les Verts-MRG-Divers         | 49,80 %   | Ballotage |
| Pierre Sudreau | Union de l'opposition (UDF/RPR) | 30,24 %   | Ballotage |
| Burdeyron      | UDF/PR dissident                | 9,25 %    |           |
| Chalvet        | FN                              | 4,48 %    |           |

- Second tour

|                | Liste                           | Résultats |
| Jack Lang      | PS–Les Verts-MRG-Divers         | 56,7 %    |
| Pierre Sudreau | Union de l'opposition (UDF/RPR) | 43,2 %    |

### Bobigny
Maire sortant : Georges Valbon (PCF) 1965-1989
Résultats
- Premier tour

|                | Liste                           | Résultat |
| Georges Valbon | PCF - Union de la gauche (PS)   | 65,95 %  |
|                | Union de l'opposition (UDF-RPR) |          |
|                | FN                              |          |

### Bordeaux
- Maire sortant : Jacques Chaban-Delmas (RPR) depuis 1947.

|                                          |                                     |                 |              |              |        |  |  |  |  |  |  |  |  |  |
| Tête de liste                            | Tête de liste                       | Liste           | Premier tour | Premier tour | Sièges |  |  |  |  |  |  |  |  |  |
| Tête de liste                            | Tête de liste                       | Liste           | Voix         | %            | Sièges |  |  |  |  |  |  |  |  |  |
|                                          | Jacques Chaban-Delmas sortant réélu | RPR (UDF, CNIP) | 34 544       | 54,25        | 48     |  |  |  |  |  |  |  |  |  |
|                                          | François-Xavier Bordeaux            | PS (MRG)        | 14 665       | 23,03        | 7      |  |  |  |  |  |  |  |  |  |
|                                          | Michel Duchêne                      | Les Verts       | 5 151        | 8,09         | 2      |  |  |  |  |  |  |  |  |  |
|                                          | Pierre Sirgue                       | FN              | 5 056        | 7,94         | 2      |  |  |  |  |  |  |  |  |  |
|                                          | Claude Mellier                      | PCF             | 4 260        | 6,69         | 2      |  |  |  |  |  |  |  |  |  |
|                                          |                                     |                 |              |              |        |  |  |  |  |  |  |  |  |  |
| Inscrits                                 | Inscrits                            | Inscrits        | 116 901      | 100,00       | 61     |  |  |  |  |  |  |  |  |  |
| Abstentions                              | Abstentions                         | Abstentions     | 51 998       | 44,48        |        |  |  |  |  |  |  |  |  |  |
| Votants                                  | Votants                             | Votants         | 64 903       | 55,52        |        |  |  |  |  |  |  |  |  |  |
| Blancs et nuls                           | Blancs et nuls                      | Blancs et nuls  | 1 227        | 1,89         |        |  |  |  |  |  |  |  |  |  |
| Exprimés                                 | Exprimés                            | Exprimés        | 63 676       | 98,11        |        |  |  |  |  |  |  |  |  |  |
| Source : Le Monde du 14 mars 1989, p. 20 |                                     |                 |              |              |        |  |  |  |  |  |  |  |  |  |

### Bourges
Maire sortant : Jacques Rimbault (PCF) 1977-1989
Principaux candidats
- Jacques Rimbault, liste ““Bourges union pour notre Ville”” de Union de la gauche - Parti communiste français (PCF) - Parti socialiste (PS) - MRG
- Jacques Grégoire, liste Écologistes
- Camille Michel, liste " Un nouvel essor pour Bourges " (Rassemblement pour la République (RPR) - Union pour la démocratie française (UDF)
- Jean D'Ogny, liste " Bourges ville française " Front national (FN)

Résultats
- Premier tour

|                  | Liste                                                        | Nombre de voix | Résultats |    |
| Jacques Rimbault | “Bourges union pour notre Ville” PCF-Union de la gauche (PS) | 15 071         | 54,11 %   | 38 |
| Jacques Grégoire | Écologistes                                                  | 2 554          | 9,16 %    | 2  |
| Camille Michel   | "Un nouvel essor pour Bourges" (RPR-UDF)                     | 7 773          | 27,90 %   | 7  |
| Jean D'Ogny      | " Bourges ville française " FN                               |                | 8,81 %    | 2  |

### Brest
- Maire sortant : Georges Kerbrat (RPR) 1985-1989

| Tête de liste  | Tête de liste           | Liste             | Premier tour | Premier tour | Second tour | Second tour | Sièges |  |
| Tête de liste  | Tête de liste           | Liste             | Voix         | %            | Voix        | %           | CM     |  |
| -------------- | ----------------------- | ----------------- | ------------ | ------------ | ----------- | ----------- | ------ |  |
|                | Pierre Maille élu       | PS (PCF, UDB)     | 27 502       | 48,41        | 36 512      | 63,71       | 49     |  |
|                | Georges Kerbrat sortant | RPR (CNI)         | 10 075       | 17,73        | 20 795      | 36,29       | 10     |  |
|                | Yannick Marzin          | UDF               | 9 955        | 17,52        | 20 795      | 36,29       | 10     |  |
|                | Philippe Parisse        | Divers écologiste | 3 477        | 6,12         |             |             |        |  |
|                | Bernard Pacreau         | FN                | 3 070        | 5,40         |             |             |        |  |
|                | Alain Poupon            | diss. RPR         | 2 730        | 4,81         |             |             |        |  |
|                |                         |                   |              |              |             |             |        |  |
| Inscrits       | Inscrits                | Inscrits          | 92 423       | 100,00       | 92 423      | 100,00      |        |  |
| Abstentions    | Abstentions             | Abstentions       | 34 646       | 37,49        | 33 123      | 35,84       |        |  |
| Votants        | Votants                 | Votants           | 57 777       | 62,51        | 59 300      | 64,16       |        |  |
| Blancs et nuls | Blancs et nuls          | Blancs et nuls    | 968          | 1,05         | 1 993       | 2,15        |        |  |
| Exprimés       | Exprimés                | Exprimés          | 56 809       | 61,47        | 57 307      | 62,01       |        |  |

### Calais
Maire sortant : Jean-Jacques Barthe (PCF) 1977-1989
Résultats
- Premier tour

|                     | Liste                        | Résultats | Sièges |
| Jean-Jacques Barthe | Union de la gauche (PCF-PS)  | 59,76 %   | 40     |
| Fleuet              | PS dissident                 | 6,82 %    | 1      |
| Demassieux          | Union de la Droite (RPR-UDF) | 33,41 %   | 8      |

### Cambrai
Résultats
- Premier tour

|                  | Liste   | Nombre de voix | Résultats |           |
| R. Hégo          | PCF     | 1 359          | 8,62 %    | Fusion    |
| Jean Le Garrec   | PS      | 5 049          | 32,05 %   | Ballotage |
| Hervé Cobin      | DVD     | 1 688          | 10,71 %   | Ballotage |
| Jacques Legendre | RPR/UDF | 7 654          | 48,59 %   | Ballotage |

- Second tour

|                  | Liste   | Nombre de voix | Résultats |  |
| Jean Le Garrec   | PS/PCF  | 6 990          | 41,47 %   |  |
| Hervé Cobin      | DVD     | 1 242          | 7,36 %    |  |
| Jacques Legendre | RPR/UDF | 8 623          | 51,15 %   |  |

### Châlons-sur-Marne
Maire sortant : Jean Reyssier (PCF) 1977-1989
Résultats
- Premier tour

|                  | Liste                       | Résultats |           |
| Jean Reyssier    | Union de la gauche (PCF-PS) | 46,07 %   | Ballotage |
|                  | DVD                         | 7,87 %    |           |
| Bruno Bourg-Broc | RPR-UDF                     | 37,04 %   | Ballotage |
|                  | FN                          | 9,02 %    |           |

- Second tour

|                  | Liste                       | Résultats |
| Jean Reyssier    | Union de la gauche (PCF-PS) |           |
| Bruno Bourg-Broc | RPR-UDF                     |           |

### Chambéry
Maire sortant : Pierre Dumas (RPR) 1983-1989
Résultats
- Premier tour

|              | Liste                                    | Nombre de voix | Résultats | Sièges |
| Tinelli      | PCF                                      | 1 091          | 5,95 %    | 1      |
| Louis Besson | Union de la gauche (PS- Écologistes-MRG) | 9 376          | 51,12 %   | 34     |
| Bollon       | Centre-droite (RPR/UDF)                  | 7 873          | 42,93 %   | 10     |

Premier tour : Inscrits : 29243 Votants : 18771 Exprimés : 18340

### Chartres
Maire sortant : Georges Lemoine   (PS) 1977-1989
Résultats
- Premier tour

|                 | Liste                       | Résultats |
| André Essirard  | PCF                         | 6,38 %    |
| Georges Lemoine | Union de la gauche (PS/MRG) | 57,08 %   |
| Chauvin         | Divers de droite-UDF-RPR    | 26,39 %   |
| Lelièvre        | RPR diss.                   | 10,15 %   |

### Châteauroux
- Maire sortant : Daniel Bernardet (UDF-PSD)
- Maire élu : Jean-Yves Gateaud (PS)

|                | Daniel Bernardet sortant | UDF (RPR)      | 9 884  | 43,66  | 11 783 | 47,85  | 11 |  |  |  |  |
|                | Jean-Yves Gateaud élu    | PS (PCF, MRG)  | 9 875  | 43,62  | 12 844 | 52,15  | 34 |  |  |  |  |
|                | Jean Delavergne          | Les Verts      | 1 474  | 6,51   | 12 844 | 52,15  | 34 |  |  |  |  |
|                | Alain Langlois           | FN             | 1 404  | 6,20   |        |        |    |  |  |  |  |
|                |                          |                |        |        |        |        |    |  |  |  |  |
| Inscrits       | Inscrits                 | Inscrits       | 33 456 | 100,00 | 33 456 | 100,00 |    |  |  |  |  |
| Abstentions    | Abstentions              | Abstentions    | 10 021 | 29,95  | 8 010  | 23,94  |    |  |  |  |  |
| Votants        | Votants                  | Votants        | 23 435 | 70,05  | 25 446 | 76,06  |    |  |  |  |  |
| Blancs et nuls | Blancs et nuls           | Blancs et nuls | 798    | 2,39   | 819    | 2,45   |    |  |  |  |  |
| Exprimés       | Exprimés                 | Exprimés       | 22 637 | 67,66  | 24 627 | 73,61  |    |  |  |  |  |

### Cherbourg
- Maire sortant : Jean-Pierre Godefroy (PS) depuis 1983

|                | Jean-Pierre Godefroy sortant réélu | PS (PCF, MRG)  | 5 154  | 56,07  | 28 |  |  |
|                | Jack Breton                        | UDF (RPR)      | 3 099  | 33,71  | 6  |  |  |
|                | Patrick Crinquette                 | Les Verts      | 939    | 10,22  | 1  |  |  |
|                |                                    |                |        |        |    |  |  |
| Inscrits       | Inscrits                           | Inscrits       | 16 639 | 100,00 | 35 |  |  |
| Abstentions    | Abstentions                        | Abstentions    | 6 698  | 40,25  |    |  |  |
| Votants        | Votants                            | Votants        | 9 941  | 59,75  |    |  |  |
| Blancs et nuls | Blancs et nuls                     | Blancs et nuls | 749    | 7,53   |    |  |  |
| Exprimés       | Exprimés                           | Exprimés       | 9 192  | 92,47  |    |  |  |

### Clermont-Ferrand
Maire sortant : Roger Quilliot (PS)   1973-1989
Résultats
- Premier tour

|                | Liste                               | Résultats |
| Alain Laffont  | EXG                                 | 2,19 %    |
| Roger Quilliot | Union de la gauche (PS-PCF-MRG)     | 57,46 %   |
| Duclos         | Les Verts                           | 6,33 %    |
| Turpin         | Liste de centre droit (UDF/CDS-RPR) | 28,12 %   |
| Jaffrès        | FN                                  | 5,90 %    |

### Colombes
Les élections sont annulées par le Conseil d'État et des élections municipales partielles sont tenues les 18 et 25 mars 1990.
|                   |                                 |                 |              |              |        |  |  |  |  |  |  |  |  |  |
| Tête de liste     | Tête de liste                   | Liste           | Premier tour | Premier tour | Sièges |  |  |  |  |  |  |  |  |  |
| Tête de liste     | Tête de liste                   | Liste           | Voix         | %            | Sièges |  |  |  |  |  |  |  |  |  |
|                   | Dominique Frelaut sortant réélu | PCF (PS, MRG)   | 14 499       | 50,14        | 37     |  |  |  |  |  |  |  |  |  |
|                   | Alain Aubert                    | RPR (UDF, CNIP) | 10 980       | 37,98        | 9      |  |  |  |  |  |  |  |  |  |
|                   | Jean-Yves Le Gallou             | FN              | 3 424        | 11,84        | 3      |  |  |  |  |  |  |  |  |  |
|                   |                                 |                 |              |              |        |  |  |  |  |  |  |  |  |  |
| Inscrits          | Inscrits                        | Inscrits        | 45 838       | 100,00       | 49     |  |  |  |  |  |  |  |  |  |
| Abstentions       | Abstentions                     | Abstentions     | 16 149       | 35,23        |        |  |  |  |  |  |  |  |  |  |
| Votants           | Votants                         | Votants         | 29 689       | 64,77        |        |  |  |  |  |  |  |  |  |  |
| Blancs et nuls    | Blancs et nuls                  | Blancs et nuls  | 786          | 2,65         |        |  |  |  |  |  |  |  |  |  |
| Exprimés          | Exprimés                        | Exprimés        | 28 903       | 97,35        |        |  |  |  |  |  |  |  |  |  |
| Source : Le Monde |                                 |                 |              |              |        |  |  |  |  |  |  |  |  |  |

### Dijon
Maire sortant : Robert Poujade (RPR) 1971-1989 
- Premier tour

|                      | Liste                       | Résultats |
| François Rebsamen    | PS-Union de la gauche (PCF) | 34,81 %   |
| Robert Poujade       | RPR/UDF                     | 58,80 %   |
| Marie-Chantal Giroux | FN                          | 6,39 %    |

### Douai
- Maire sortant : Jacques Vernier (RPR) 1983-1989

Résultats
- Premier tour

|                 | Liste   | Résultats | Sièges                      |
| Georges Hage    | PCF     | 15,16 %   | 3                           |
| Marc Dolez      | PS-MRG  | 24,20 %   | 5 (PS 3, MRG 1, DVG 1)      |
| Jacques Vernier | RPR-UDF | 60,63 %   | 35 (DVD 15, RPR 10, UDF 10) |

### Drancy
Maire sortant : 	Maurice Nilès   (PCF) 1959-1989
Résultats
- Premier tour

|               | Liste                       | Nombre de voix | Résultats | Sièges            |
| Maurice Nilès | Union de la gauche (PCF-PS) | 12 748         | 65,01 %   | 41 (PC 31, PS 10) |
| Anton         | RPR/UDF                     | 3 723          | 18,98 %   | 4 (RPR 3, UDF 1)  |
| Bailly        | FN                          | 3 137          | 15,99 %   | 4                 |

Inscrits : 36427 Votants : 20167 , Exprimés : 19608

### Dunkerque
Maire sortant : Claude Prouvoyeur (CNI puis RPR) 1965-1983
Résultats
- Premier tour

|                   | Liste                           | Résultats |           |
| Michel Delebarre  | Union de la gauche/PS (PCF-MRG) | 46,01 %   | Ballotage |
| Claude Prouvoyeur | Liste de centredroite (RPR-UDF) | 47,42 %   | Ballotage |
| Eymery            | Front national                  | 6,57 %    |           |

- Second tour

|                   | Liste                           | Résultats | Sièges |
| Michel Delebarre  | Union de la gauche/PS (PCF-MRG) | 50,16 %   | 37     |
| Claude Prouvoyeur | Liste de centredroite (RPR-UDF) | 49,83 %   | 12     |

### Évreux
Maire sortant : Rolland Plaisance (PCF) 1977-1989
Résultats
- Premier tour

|                  | Liste                           | Résultats |           |
| Roland Plaisance | Union de la gauche/PCF (PS-MRG) | 48,26 %   | Ballotage |
| Quesnel          | Les Verts                       | 8,11 %    |           |
| Laurence         | Sans étiquette                  | 3,44 %    |           |
| Jean-Louis Debré | RPR-UDF                         | 34,04 %   | Ballotage |
| Dupont           | Front national                  | 6,12 %    |           |

- Second tour

|                   | Liste                           | Résultats | Sièges |
| Rolland Plaisance | Union de la gauche/PCF (PS-MRG) | 56,12 %   | 34     |
| Jean-Louis Debré  | RPR-UDF                         | 43,88 %   | 9      |

### Foix
- Maire sortant : Olivier Carol 1965-1985 et Jean-Noël Fondère 1985-1989 (PS)

Résultats
- Premier tour

|                   | Liste                              | Résultats | Sièges |
| Jean-Noël Fondère | Union de la gauche (PS-PCF-MRG)    | 56,60 %   | 23     |
| Baty              | Les Verts                          | 14,66 %   | 2      |
| Turpin            | Liste de centredroite (UDF/PR-RPR) | 28,73 %   | 4      |

### Grenoble
- Maire sortant : Alain Carignon (RPR) depuis 1983.

|                                          | Alain Carignon sortant réélu | RPR (UDF)      | 27 862 | 53,24  | 46 |  |  |
|                                          | Michel Destot                | PS (PCF, MRG)  | 16 599 | 31,71  | 9  |  |  |
|                                          | Geneviève Jonot              | Les Verts      | 4 460  | 8,52   | 2  |  |  |
|                                          | Hugues Petit                 | FN             | 3 409  | 6,51   | 2  |  |  |
|                                          |                              |                |        |        |    |  |  |
| Inscrits                                 | Inscrits                     | Inscrits       | 82 423 | 100,00 | 59 |  |  |
| Abstentions                              | Abstentions                  | Abstentions    | 29 333 | 35,59  |    |  |  |
| Votants                                  | Votants                      | Votants        | 53 090 | 64,41  |    |  |  |
| Blancs et nuls                           | Blancs et nuls               | Blancs et nuls | 760    | 1,43   |    |  |  |
| Exprimés                                 | Exprimés                     | Exprimés       | 52 330 | 98,57  |    |  |  |
| Source : Le Monde du 14 mars 1989, p. 21 |                              |                |        |        |    |  |  |

### Laon
|                |                        |                   |              |              |             |             |        |  |  |  |  |  |  |  |
| Candidat       | Candidat               | Parti             | Premier tour | Premier tour | Second tour | Second tour | Sièges |  |  |  |  |  |  |  |
| Candidat       | Candidat               | Parti             | Voix         | %            | Voix        | %           | Sièges |  |  |  |  |  |  |  |
|                | Jean-Claude Lamant élu | RPR (UDF)         | 5 807        | 49,36        | 6 349       | 50,06       | 27     |  |  |  |  |  |  |  |
|                | René Dosière sortant   | PS (PCF)          | 4 575        | 38,89        | 5 295       | 41,75       | 7      |  |  |  |  |  |  |  |
|                | François Turquin       | Divers écologiste | 1 383        | 11,76        | 1 039       | 8,19        | 1      |  |  |  |  |  |  |  |
|                |                        |                   |              |              |             |             |        |  |  |  |  |  |  |  |
| Exprimés       | Exprimés               | Exprimés          | 11 765       | 97,72        | 12 683      | 99,17       |        |  |  |  |  |  |  |  |
| Blancs et nuls | Blancs et nuls         | Blancs et nuls    | 275          | 2,28         | 106         | 0,83        |        |  |  |  |  |  |  |  |
| Total          | Total                  | Total             | 12 040       | 74,54        | 12 789      | 79,17       |        |  |  |  |  |  |  |  |
| Abstention     | Abstention             | Abstention        | 4 113        | 25,46        | 3 364       | 20,83       |        |  |  |  |  |  |  |  |
| Inscrits       | Inscrits               | Inscrits          | 16 153       | 100,00       | 16 153      | 100,00      |        |  |  |  |  |  |  |  |

### La Rochelle
Résultats
- Premier tour

|                | Liste                                 | Résultats | Sièges                                   |
| Michel Crépeau | "Union de la Gauche” (MRG - PS - PCF) | 50,9 %    | 39 (PS 16, PC 10, MRG 9, DVG 4)          |
| Yves Perrotin  | Les Verts                             | 10 %      | 2                                        |
| Jean Harel     | RPR - UDF                             | 38 %      | 8 (RPR 4, UDF/P 2, UDF/Radical 1, DVD 1) |

### La Roche-sur-Yon
Maire sortant : Jacques Auxiette   (PS) 1977-1989
Résultats
- Premier tour

|                  | Liste            | Résultats | Sièges                          |
| Violain          | PCF              | 4,88 %    |                                 |
| Jacques Auxiette | PS               | 54,10 %   | 35 (PS 17, Maj. pres 12, DVG 6) |
| Jean-Luc Préel   | UDF-RPR          | 36,22 %   | 8 (UDF 4, DVD 3, RPR 1)         |
| Baziréau         | Divers de droite | 4,78 %    |                                 |

### Le Creusot
Maire sortant : Camille Dufour   (PS) 1977-1989
Résultats
- Premier tour

|                | Liste                             | Résultats |         |    |
| Camille Dufour | “Union de la gauche” (PS-PCF-MRG) | 6 876     | 57,00 % | 31 |
| Bouthier       | RPR-UDF                           | 5 187     | 43,00 % | 8  |

### Le Havre
Maire sortant : André Duroméa "Union de la Gauche” (PCF) 1971-1989.
Principaux candidats
- André Duroméa liste “Union de la gauche”: Parti communiste français (PCF) - Parti socialiste (PS)   -   Mouvement Radical de Gauche (MRG)
- Duhamel, Les Verts
- Guillemet, RPR dissident   DVD
- Antoine Rufenacht liste de centre-droite   Rassemblement pour la République (RPR) - Union pour la démocratie française (UDF)
- Barthès, Front national

Résultats
- Premier tour

|                   | Liste                                 | Nombre de voix | Résultats |           |
| André Duroméa     | “Union de la gauche” (PCF - PS - MRG) |                | 45,47 %   | Ballotage |
| Duhamel           | Les Verts                             |                | 7,98 %    |           |
| Guillemet         | DVD (RPR dissident)                   |                | 9,95 %    |           |
| Antoine Rufenacht | (RPR - UDF)                           |                | 29,24 %   | Ballotage |
| Barthès           | Front national                        |                | 7,35 %    |           |

- Second tour

|                   | Liste                                 | Nombre de voix | Résultats |  |
| André Duroméa     | “Union de la gauche” (PCF - PS - MRG) |                | 52,04 %   |  |
| Antoine Rufenacht | (RPR - UDF)                           |                | 47,96 %   |  |

- Premier tour. Taux de participation était de 60,94 %, soit 39,06 % d'abstention.
- Second tour. Taux de participation était de 63,99 %, soit 36,01 % d'abstention.

### Le Mans
- Maire sortant : Robert Jarry (PCF puis DVG) 1977-1989

Résultats
- Premier tour

|               | Liste                                           | Résultats |
| Daniel Boulay | PCF                                             | 6 %       |
| Robert Jarry  | Union de la gauche (DVG (PCF diss.)-MGP-PS-MRG) | 64 %      |
|               | Les Verts                                       | %         |
|               | RPR-UDF                                         | %         |

### Lens
- Maire sortant : André Delelis   (PS) 1966-1989

Résultats
- Premier tour

|               | Liste                               | Résultats |
| Barrais       | PCF                                 | 15,29 %   |
| André Delelis | PS                                  | 56,9 %    |
| Roger         | Union de l'opposition (UDF/CDS-RPR) | 27,80 %   |

### Le Puy-en-Velay
| Liste             |                 | Résultats |  |
| ----------------- | --------------- | --------- |  |
| UDF-PR            | Bernard Jammes  | 39 %      |  |
| PS                | Roland Casanova | 29 %      |  |
| Les Verts         | Martin Arnould  | 17,5 %    |  |
| FN                |                 | 8 %       |  |
| A gauche vraiment | Raymond Dachon  | 5 %       |  |

### Lille
Maire sortant : Pierre Mauroy (PS) 1973-1989 
- Premier tour

|               | Liste                           | Résultat |           |
|               | Extrême gauche                  | 3,48 %   |           |
| Pierre Mauroy | PS-Union de la gauche (PCF/MRG) | 43,10 %  | Ballotage |
|               | Les Verts                       | 8,41 %   |           |
|               | Divers de droite                | 2,70 %   |           |
| Alex Türk     | RPR/UDF                         | 34,39 %  | Ballotage |
|               | FN                              | 7,91 %   |           |

- Second tour

|               | Résultat                          |         |
| Pierre Mauroy | PS -Union de la gauche (PCF/MRG)) | 53,86 % |
| Alex Türk     | RPR/UDF                           | 46,14 % |

### Limoges
Maire sortant : Louis Longequeue (PS) 1956-1989
- Premier tour

|                  | Liste                           | Résultats |           |
|                  | Gauche alternative (EXG)        | 5,43 %    |           |
| Louis Longequeue | “Union de la gauche” (PS-PCF)   | 45,4 %    | Ballotage |
| Jean-Louis Ranc  | Les Verts                       | 11,12 %   | Ballotage |
| Michel Bernard   | Liste de centre droit (RPR-UDF) | 38,05 %   | Ballotage |

- Second tour

|                  | Liste                             | Résultats |
| Louis Longequeue | “Union de la gauche” (PS-PCF/MRG) | 40,86 %   |
| Jean-Louis Ranc  | Les Verts                         | 19,46 %   |
| Michel Bernard   | Liste de centre droit (RPR-UDF)   | 39,67 %   |

### Lons-le-Saunier
Maire sortant : Henri Auger (PCF) 1977-1989 
Résultats
- Premier tour

|                   | Liste                          | Nombre de voix | Résultats |           |
| Henri Auger       | PCF                            | 1 883          | 22,09 %   | Ballotage |
| Alain Brune       | PS                             | 1 616          | 18,96 %   | Fusion    |
| Lançon            | Écologistes                    | 930            | 10,91 %   | Ballotage |
| Jacques Pélissard | Union de la droite (RPR - UDF) | 3 410          | 40,01 %   | Ballotage |
| Moriconi          | FN                             | 683            | 8,01 %    |           |

- Second tour

|                   | Liste                          | Nombre de voix | Résultats | Sièges                                       |
| Henri Auger       | PCF- PS                        | 3 689          | 40,44 %   | 7 (PCF 4, PS 3)                              |
| Lançon            | Écologistes                    | 828            | 9,07 %    | 1                                            |
| Jacques Pélissard | Union de la droite (RPR - UDF) | 4 605          | 50,48 %   | 27 (UDF 11 –CDS 5, PR 4, Rad 2- RPR 9, DVD 7 |

### Lorient
Maire sortant : Jean-Yves Le Drian (PS) 1981-1989
Résultats
- Premier tour

|                    | Liste                       | Résultats |           |
| Jean-Yves Le Drian | Union de la gauche (PS-PCF) | 46,11 %   | Ballotage |
| Conan              | Les Verts                   | 15,11 %   |           |
| Dufilhol           | RPR-UDF                     | 32,55 %   | Ballotage |
| Lozachmeur         | FN                          | 6,21 %    |           |

- Second tour

|                    | Liste                       | Résultats |
| Jean-Yves Le Drian | Union de la gauche (PS-PCF) | 43,66 %   |
| Conan              | Les Verts                   | 20,43 %   |
| Dufilhol           | RPR-UDF                     | 35,90 %   |

### Mâcon
Maire sortant : Michel Antoine Rognard   (PS) 1977-1989
Résultats
- Premier tour

|                        | Liste                           | Résultats |    |
| Michel Antoine Rognard | Union de la gauche/PS (PCF-MRG) | 54,34 %   | 31 |
| Decrock                | Liste de centredroite (UDF-RPR) | 38,22 %   | 7  |
| Martin                 | Front national                  | 7,44 %    | 1  |

### Metz
Maire sortant : Jean-Marie Rausch (UDF/CDS)   1983-1989
Résultats
- Premier tour

|                   | Liste                          | Résultats |           |
|                   | Extrême gauche                 | 8,14 %    |           |
| Bézina            | PCF                            | 4,47 %    |           |
| Jean-Marie Rausch | Liste de centregauche (CDS-PS) | 41,19 %   | Ballotage |
| Denis Jacquat     | UDF/PR                         | 25,38 %   | Ballotage |
| Jean-Louis Masson | RPR                            | 13,58 %   | Fusion    |
| Guy Herlory       | FN                             | 7,21 %    |           |

- Second tour

|                   | Liste                          | Résultats |  |
| Jean-Marie Rausch | Liste de centregauche (CDS-PS) | 55,42 %   |  |
| Denis Jacquat     | UDF/PR-RPR                     | 44,58 %   |  |

### Montauban
Maire sortant : Hubert Gouze   (PS) 1983-1989  
Résultats
- Premier tour

|              | Liste                           | Résultat |           |
| Hubert Gouze | Union de la Gauche (PS-MRG-PCF) | 46,37 %  | Ballotage |
| Ravailhe     | Les Verts                       | 14,68 %  | Ballotage |
| Garrigue     | UDF                             | 11,64 %  | Fusion    |
| De Santi     | RPR                             | 27,3 %   | Ballotage |

- Second tour

|              | Liste                           | Résultat | Sièges |
| Hubert Gouze | Union de la Gauche (PS-MRG-PCF) | 49,36 %  | 34     |
| Ravailhe     | Les Verts                       | 16,12 %  | 3      |
| De Santi     | RPR- UDF                        | 34,50 %  | 8      |

### Montluçon
- Maire sortant : Pierre Goldberg   (PCF) 1977-1989

Résultats
- Premier tour

|                 | Liste                           | Résultats |           |
|                 | Extrême gauche                  | 12,55 %   | Ballotage |
| Pierre Goldberg | Union de la gauche (PCF-PS)     | 49,30 %   | Ballotage |
| Dalbéra         | Liste de centredroite (RPR-UDF) | 38,14 %   | Ballotage |

- Second tour

|                 | Liste                           | Résultat |
|                 | Extrême gauche                  | 12,15 %  |
| Pierre Goldberg | Union de la gauche (PCF-PS)     | 48,62 %  |
| Dalbéra         | Liste de centredroite (RPR-UDF) | 39,22 %  |

### Montpellier
Maire sortant : Georges Frêche (PS) 1977-1989
Résultats
- Premier tour

|                | Liste                                 | Résultats |
|                | EXG                                   | 2,55 %    |
|                | Les Verts                             | 8,28 %    |
| Georges Frêche | PS - “Union de la gauche” (PCF - MRG) | 50,12 %   |
| Willy Diméglio | Liste de centre droit (UDF - RPR)     | 27,71 %   |
|                | FN                                    | 11,33 %   |

### Montreuil
Maire sortant : Jean-Pierre Brard (PCF) 1984-1989
Résultats
- Premier tour

|                                    | Liste                             | Nombre de voix | Résultats | Sièges           |
| Jean-Pierre Brard                  | PCF - Union de la gauche- (PS)    | 15 132         | 58,67 %   | 43 (PC 30,PS 13) |
| Gaulin                             | Liste de centredroite (RPR - UDF) | 6 981          | 27,06 %   | 7                |
| Jacques Peyrat (pas celui de Nice) | FN                                | 3 676          | 14,25 %   | 3                |

Inscrits : 47594 Votants : 26744 Exprimés : 25789

### Moulins
Maire sortant : Hector Rolland (RPR) 1971-1989
Résultats
- Premier tour

|                    | Liste                           | Nombre de voix | Résultats | Sièges                    |
| Catherine Lissonde | Union de la gauche (PS-PCF-MRG) | 3 691          | 39,71 %   | 7 (PS 4, PC 3)            |
| Paul Chauvat       | RPR-UDF                         | 5 603          | 60,28 %   | 28 (DVF 14, RPR 8, UDF 6) |

- Inscrits : 14566 Votants : 9630 Exprimés : 9294

### Mulhouse
Maire sortant : Joseph Klifa (UDF/PSD) 1981-1989
- Premier tour

|                   | Liste       | Résultat |           |
| Auguste Bechler   | PCF         | 1,96 %   |           |
| Jean-Marie Bockel | PS          | 33,06 %  | Ballotage |
| Antoine Waechter  | Écologistes | 12,56 %  | Ballotage |
| Joseph Klifa      | UDF-RPR     | 31,33 %  | Ballotage |
| Gérard Freulet    | FN          | 21,08 %  | Ballotage |

- Second tour

|                   | Liste       | Résultat | Sièges |
| Jean-Marie Bockel | PS          | 37,38 %  | 38     |
| Antoine Waechter  | Écologistes | 9,61 %   | 2      |
| Joseph Klifa      | UDF-RPR     | 34,41 %  | 10     |
| Gérard Freulet    | FN          | 18,59 %  | 5      |

### Nancy
Maire sortant : André Rossinot (UDF/Parti Radical)   1983-1989
Résultats
- Premier tour

|                    | Liste             | Résultats |
| Codazzy            | PCF               | 3,00 %    |
| Jean-Yves Le Déaut | PS                | 19,85 %   |
| Herbuvaux          | Les Verts         | 10,32 %   |
| André Rossinot     | UDF/Radical - RPR | 57,64 %   |
| Bardet             | FN                | 9,20 %    |

### Nanterre
Maire sortant : Jacqueline Fraysse (PCF) 1988-1989
Résultats
- Premier tour

|                    | Liste                           | Résultats |           |
| Jacqueline Fraysse | “Union de la gauche” - (PCF/PS) | 49,41 %   | Ballotage |
|                    | Les Verts                       | 10,52 %   | Ballotage |
|                    | ”Nanterre maintenant” (UDF/RPR) | 40,07 %   | Ballotage |

- Second tour

|                    | Liste                           | Résultats | Sieges |
| Jacqueline Fraysse | “Union de la gauche” - (PCF/PS) | 48,69 %   |        |
|                    | Les Verts                       | 12,59 %   |        |
|                    | ”Nanterre maintenant” (UDF/RPR) | 38,73 %   |        |

### Nantes
- Maire sortant : Michel Chauty (RPR) 1983-1989

|                                      | Jean-Marc Ayrault  | PS-PCF-MRG-UDB | 51 234  | 50,19  | 48 |  |  |  |
| Passion Nantes                       |                    |                | 51 234  | 50,19  | 48 |  |  |  |
|                                      | Daniel Augereau    | RPR-UDF        | 41 055  | 40,21  | 13 |  |  |  |
| Liste de centredroite                |                    |                | 41 055  | 40,21  | 13 |  |  |  |
|                                      | Rolande Huleux     | Les Verts      | 4 540   | 4,45   | 0  |  |  |  |
| Nantes verte                         |                    |                | 4 540   | 4,45   | 0  |  |  |  |
|                                      | Arnaud de Perier   | Front national | 3 810   | 3,73   | 0  |  |  |  |
| Nantes fait front                    |                    |                | 3 810   | 3,73   | 0  |  |  |  |
|                                      | Tadeusz Kucharczyk | SE             | 1 451   | 1,42   | 0  |  |  |  |
| Tous pour Nantes et Nantes pour tous |                    |                | 1 451   | 1,42   | 0  |  |  |  |
|                                      |                    |                |         |        |    |  |  |  |
| Inscrits                             | Inscrits           | Inscrits       | 159 478 | 100,00 |    |  |  |  |
| Abstentions                          | Abstentions        | Abstentions    | 55 836  | 35,01  |    |  |  |  |
| Votants                              | Votants            | Votants        | 103 642 | 64,99  |    |  |  |  |
| Blancs et nuls                       | Blancs et nuls     | Blancs et nuls | 1 552   | 0,97   |    |  |  |  |
| Exprimés                             | Exprimés           | Exprimés       | 102 090 | 64,01  |    |  |  |  |

### Nevers
Maire sortant : Pierre Bérégovoy   (PS) 1983-1989
- Premier tour

|                  | Liste                           | Résultats |
| Pierre Bérégovoy | Union de la gauche (PS-PCF)     | 58,15 %   |
|                  | Union du centredroite (RPR-UDF) | 41,84 %   |

### Nice
Maire sortant : Jacques Médecin   (RI-RPR) 1966-1989
- Premier tour

|                     | Liste                              | Résultats |           |
| Charles Caressa     | PCF                                | 8,34 %    | Fusion    |
| Jacques Randon      | DVG                                | 3,94 %    |           |
| Jean-Hugues Colonna | PS                                 | 19,93 %   | Ballotage |
| Guy Marimot         | Écologistes                        | 6,64 %    |           |
| Jacques Médecin     | Liste de centre-droite (RPR - UDF) | 42,86 %   | Ballotage |
| Jacques Peyrat      | FN                                 | 18,29 %   | Ballotage |

- Second tour

|                     | Liste                             | Résultats | Sieges |
| Jean-Hugues Colonna | Liste Union de la gauche (PS-PCF) | 33,57 %   | 11     |
| Jacques Médecin     | Liste de centre-droite (RPR-UDF)  | 46,76 %   | 51     |
| Jacques Peyrat      | FN                                | 19,67 %   | 7      |

### Nîmes
Maire sortant : Jean Bousquet   (Divers de droite) 1983-1989
Résultats
- Premier tour

|                       | Liste                           | Nombre de voix | Résultats | Sièges                    |
| Émile Jourdan         | PCF                             | 10 949         | 20,46 %   | 5 (PCF 3, DVG 2)          |
| François Brugueirolle | PS – MRG                        | 10 183         | 19,03 %   | 5 (PS 3, MRG 2)           |
| Jean Bousquet         | Divers de droite (UDF/PR - RPR) | 27 571         | 51,52 %   | 43 (29 DVD, RPR 8, UDF 6) |
| Noël Tosi             | Extrême droite                  | 638            | 1,19 %    | -                         |
| Triaire               | FN                              | 4 171          | 7,79 %    | 2                         |

### Niort
Maire sortant : René Gaillard   (PS) 1971-1985 Bernard Bellec 1985-1989
Résultats
- Premier tour

|                | Liste                           | Nombre de voix | Résultats |           |
| Laroche        | DVG (MRG, PS et PC dissidents ) | 3 206          | 14,27 %   | Ballotage |
| Bernard Bellec | Union de la gauche (PS-PCF-MRG) | 10 827         | 48,22 %   | Ballotage |
| Nicolas        | DVD(UDF dissident)              | 2 214          | 9,86 %    |           |
| Hurtaud        | RPR-UDF                         | 6 206          | 27,63 %   | Ballotage |

- Second tour

|                | Liste                           | Nombre de voix | Résultats |
| Laroche        | DVG (MRG, PS et PC dissidents ) |                | %         |
| Bernard Bellec | Union de la gauche (PS-PCF-MRG) |                | %         |
| Hurtaud        | RPR-UDF                         |                | %         |

- Premier tour : Inscrits : 38417 Exprimés : 22453

### Orléans
- Premier tour

|                    | Liste                | Résultat |           |
| Christiane Auchere | EXG                  | 0,91 %   |           |
| Michel Ricoud      | PCF                  | 5,75 %   |           |
| Jean-Pierre Sueur  | PSU-PS-MRG-Les Verts | 39,97 %  | Ballotage |
| Jean-Pierre Perrin | ECO                  | 5,68 %   |           |
| Jean-Louis Bernard | UDF-RPR              | 41,05 %  | Ballotage |
| Paul Malaguti      | FN                   | 6,64 %   |           |

- Second tour

|                    | Résultat             |         |
| Jean-Pierre Sueur  | PSU-PS-MRG-Les Verts | 51,01 % |
| Jean-Louis Bernard | UDF-RPR              | 48,98 % |

### Pau
Maire sortant : André Labarrère   (PS) 1971-1989
- Premier tour

|                 | Liste          | Résultat |           |
|                 | Extrême gauche | 0,97 %   |           |
| Marian Sylvano  | PCF            | 4,41 %   |           |
|                 | Les Verts      | 5,70 %   |           |
| André Labarrère | PS/MRG         | 44,41 %  | Ballotage |
| François Bayrou | RPR/UDF        | 39,84 %  | Ballotage |
|                 | FN             | 4,66 %   |           |

- Second tour

|                 | Résultat |         |
| André Labarrère | PS/MRG   | 52,44 % |
| François Bayrou | RPR/UDF  | 47,56 % |

### Périgueux
Maire sortant : Yves Guéna (RPR) 1971-1989
Résultats
- Premier tour

|             | Liste                           | Nombre de voix | Résultats | Sièges                                 |
| Roger Gorse | PCF                             | 2 239          | 15,61 %   | 2                                      |
| Lecointe    | PS                              | 3 433          | 23,94 %   | 5 (PS 3, DVG 2)                        |
| Yves Guéna  | Union de l'opposition (RPR-UDF) | 8 667          | 60,44 %   | 32 (DVD 24, RPR 6, UDF/CDS 1 UDF/PR 1) |

- Inscrits : 21025 Exprimés : 14944

### Poitiers
Maire sortant : Jacques Santrot (PS) 1977-1989
Principaux candidats
- Jacques Santrot liste Union de la gauche “Poitiers l'avenir solidaire”: Parti socialiste (PS) - Parti communiste français (PCF) - Mouvement Radical de Gauche (MRG) - Parti socialiste unifié (PSU)
- Clément Bourry liste “Poitiers Écologie” Les Verts
- Michel Roger liste de centre-droite “Ouvrons Poitiers sur l'avenir” Rassemblement pour la République (RPR) -Union pour la démocratie française (UDF)

Résultats
- Premier tour

|                 | Liste                                           | Nombre de voix | Résultats |           |
| Jacques Santrot | “Poitiers l'avenir solidaire”: (PS - PCF - MRG) | 13,850         | 48,03 %   | Ballotage |
| Clément Bourry  | “Poitiers Écologie” Les Verts                   | 3,165          | 10,98 %   | Ballotage |
| Jacques Grandon | “Ouvrons Poitiers sur l'avenir” (RPR - UDF)     | 11,818         | 40,99 %   | Ballotage |

- Second tour

|                 | Liste                                           | Nombre de voix | Résultats |    |
| Jacques Santrot | “Poitiers l'avenir solidaire”: (PS - PCF - MRG) | 13,711         | 46,04 %   | 36 |
| Clément Bourry  | “Poitiers Écologie” Les Verts                   | 3,734          | 12,55 %   | 3  |
| Jacques Grandon | “Ouvrons Poitiers sur l'avenir” (RPR - UDF)     | 12,337         | 41,42 %   | 10 |

Premier tour. - Inscrits : 45.253. Votants : 29.451. Exprimés : 28.833 
Second tour. - Inscrits : 45.253. Votants : 30.073. Exprimés : 29.782

### Privas
Maire sortant : Amédée Imbert 1979-1989 (UDF/PR)
Résultats
- Premier tour

|                   | Liste                           | Nombre de voix | Résultats | Sièges |
| Amédée Imbert     | Union de la droite (UDF/PR-RPR) | 2 302          | 60,55 %   | 24     |
| Jean-Pierre Viale | Union de la gauche (PS-PCF-MRG) | 1500           | 39,45 %   | 5      |

### Reims
Maire sortant : Jean Falala (RPR) 1983-1989
Résultats
- Premier tour

|                     | Liste                          | Résultats | Sièges |
| Claude Lamblin      | PCF                            | 12,58 %   | 3      |
| François Legrand    | Alternatif                     | 6,79 %    | 2      |
| François Letzgus    | PS                             | 19,78 %   | 6      |
| Jean Falala         | Union de la droite (RPR - UDF) | 54,63 %   | 47     |
| Jean-Michel La Rosa | FN                             | 6,22 %    | 1      |

### Rennes
- Maire sortant : Edmond Hervé (PS) depuis 1977

|                                        | Edmond Hervé *   | PS-PCF-MRG-UDB | 32 834  | 50,76  | 46 |  |  |  |
| Rennes gagne                           |                  |                | 32 834  | 50,76  | 46 |  |  |  |
|                                        | Gérard Pourchet  | UDF-RPR        | 17 127  | 26,48  | 8  |  |  |  |
| En avant Rennes, en avant les Rennais  |                  |                | 17 127  | 26,48  | 8  |  |  |  |
|                                        | Yves Cochet      | Les Verts      | 9 046   | 13,98  | 4  |  |  |  |
| Rennes Verte                           |                  |                | 9 046   | 13,98  | 4  |  |  |  |
|                                        | Pierre Maugendre | FN             | 3 306   | 5,11   | 1  |  |  |  |
| Liste d'entente nationale et populaire |                  |                | 3 306   | 5,11   | 1  |  |  |  |
|                                        | Jacques Campion  | SE             | 2 372   | 3,67   | 0  |  |  |  |
| Les Grignoux                           |                  |                | 2 372   | 3,67   | 0  |  |  |  |
|                                        |                  |                |         |        |    |  |  |  |
| Inscrits                               | Inscrits         | Inscrits       | 113 098 | 100,00 |    |  |  |  |
| Abstentions                            | Abstentions      | Abstentions    | 47 336  | 41,85  |    |  |  |  |
| Votants                                | Votants          | Votants        | 65 762  | 58,15  |    |  |  |  |
| Blancs et nuls                         | Blancs et nuls   | Blancs et nuls | 1 077   | 0,95   |    |  |  |  |
| Exprimés                               | Exprimés         | Exprimés       | 64 685  | 57,19  |    |  |  |  |
| * Liste du maire sortant               |                  |                |         |        |    |  |  |  |

### Roubaix
Maire sortant : André Diligent (UDF/CDS)   1983-1989
Résultats
- Premier tour

|                | Liste                               | Résultats |           |
| Mortal         | Extrême gauche                      | 2,37 %    |           |
| Carton         | Union de la gauche (PS-PCF-MRG)     | 33,82 %   | Ballotage |
| André Diligent | Liste de centredroite (UDF/CDS-RPR) | 41,77 %   | Ballotage |
| Phelippeau     | FN dissident                        | 4,42 %    |           |
| Gendron        | FN                                  | 17,59 %   | Ballotage |

- Second tour

|                | Liste                               | Résultats |
| Carton         | Union de la gauche (PS-PCF-MRG)     | 36,14 %   |
| André Diligent | Liste de centredroite (UDF/CDS-RPR) | 45,97 %   |
| Gendron        | FN                                  | 17,88 %   |

### Rouen
Maire sortant : Jean Lecanuet (UDF/CDS) 1968-1989
Résultats
- Premier tour

|                    | Liste                                 | Résultats |
| Chakour            | DVG                                   | 0,44 %    |
| Michel Beregovoy   | PS – “Union de la gauche”( PCF - MRG) | 28,97 %   |
| Gravier            | Les Verts                             | 12,20 %   |
| Jean Lecanuet      | Liste de centredroite (UDF/CDS - RPR) | 50,27 %   |
| Dominique Chaboche | FN                                    | 8,12 %    |

### Saint-Denis
Maire sortant : Marcelin Berthelot (PCF) 1971-1989
Résultats
- Premier tour

|                    | Liste                           | Résultats |
| Bensimon           | Extrême gauche                  | 6,87 %    |
| Marcelin Berthelot | Union de la gauche (PCF-PS-PRG) | 54,48 %   |
| Borderie           | UDF                             | 9,86 %    |
| Cantaloup          | RPR                             | 8,99 %    |
| Franck Timmermans  | FN                              | 19,80 %   |

### Saint-Quentin
- Maire sortant : Jacques Braconnier (RPR) 1966-1977 et 1983-1989
- Maire élu : Daniel Le Meur (PCF) 1977-1983

| Candidat        | Candidat            | Parti                       | Premier tour | Premier tour | Premier tour | Second tour | Second tour | Sièges                    | Sièges |
| Candidat        | Candidat            | Parti                       | Voix         | %            | +/-          | Voix        | %           | -                         | +/-    |
| --------------- | ------------------- | --------------------------- | ------------ | ------------ | ------------ | ----------- | ----------- | ------------------------- | ------ |
|                 | Daniel Le Meur      | Union de la gauche (PCF-PS) | 11 028       | 44,25        | 0,7          | 14 231      | 51,42       | 38 (19 PCF, 18 PS, 1 DVG) | 26     |
|                 | Christian Choain    | Divers gauche               | 3 294        | 13,22        | Nv           | 14 231      | 51,42       | 38 (19 PCF, 18 PS, 1 DVG) | 26     |
|                 | Jacques Braconnier* | RPR-UDF                     | 9 174        | 36,81        | 7,6          | 13 443      | 48,58       | 11 (5 RPR, 4 UDF, 2 DVD)  | 26     |
|                 | Daniel Caron        | FN                          | 1 424        | 5,71         | Nv           |             |             |                           |        |
|                 |                     |                             |              |              |              |             |             |                           |        |
| Exprimés        | Exprimés            | Exprimés                    | 24 920       | 96,63        |              | 27 674      | 95,93       |                           |        |
| Blancs et nuls  | Blancs et nuls      | Blancs et nuls              | 869          | 3,37         | 1 174        | 4,07        |             |                           |        |
| Total           | Total               | Total                       | 25 789       | 68,56        | -            | 28 848      | 76,69       |                           |        |
| Abstention      | Abstention          | Abstention                  | 11 827       | 31,44        |              | 8 768       | 23,31       |                           |        |
| Inscrits        | Inscrits            | Inscrits                    | 37 616       | 100,00       | 37 616       | 100,00      |             |                           |        |
| * maire sortant |                     |                             |              |              |              |             |             |                           |        |

### Strasbourg
- Premier tour

|                     | Liste         | Résultat |           |
| Francis Wurtz       | PCF-PRG       | 2,24 %   |           |
| Catherine Trautmann | PS            | 30,15 %  | Ballotage |
| Andrée Buchmann     | Les Verts     | 12,76 %  | Ballotage |
| Marcel Rudloff      | UDF/RPR       | 36,31 %  | Ballotage |
|                     | UDF dissident | 4,12 %   |           |
|                     | FN            | 14,41 %  | Ballotage |

- Second tour

|                     | Résultat  |         |
| Catherine Trautmann | PS        | 42,69 % |
| Andrée Buchmann     | Les Verts | 8,85 %  |
| Marcel Rudloff      | UDF/RPR   | 36,32 % |
|                     | FN        | 12,14 % |

### Tarbes
- Maire sortant : Raymond Erraçarret (PCF 1983-1989)

Résultats
- Premier tour

|                    | Liste          | Résultats |           |
| Zueras             | Extrême gauche | 1,69 %    |           |
| Raymond Erraçarret | PCF            | 36,04 %   | Ballotage |
|                    | PS-MRG         | 27,04 %   | Fusion    |
| Jean Journé        | UDF-RPR        | 29,88 %   | Ballotage |
| Bertho             | FN             | 5,35 %    |           |

- Second tour

|                    | Liste                           | Résultats | Sièges |
| Raymond Erraçarret | Union de la gauche (PCF-PS-MRG) | 54,09 %   |        |
| Jean Journé        | UDF-RPR                         | 45,91 %   |        |

### Toulouse
Maire sortant : Dominique Baudis (UDF/CDS) 1983-1989
Résultats
- Premier tour

|                        | Liste                                | Nombre de voix (%) |
| Verdier                | Extrême gauche                       | 2,43 %             |
| Anne-Marie Laflorentie | Extrême gauche                       | 1,22 %             |
| Jacques Lévy           | PS – “Union de la gauche”(PCF - MRG) | 30,28 %            |
| Gérard Onesta          | Les Verts                            | 4,72 %             |
| Dominique Baudis       | UDF/CDS - RPR                        | 56,96 %            |
| Sorbara                | Front national                       | 4,39 %             |

### Tourcoing
Maire sortant : Stéphane Dermaux (UDF)   1983-1989
| Tête de liste            | Tête de liste          | Liste        | Premier tour | Premier tour | Second tour | Second tour | Sièges | Sièges |
| Tête de liste            | Tête de liste          | Liste        | Voix         | %            | Voix        | %           | CM     |        |
| ------------------------ | ---------------------- | ------------ | ------------ | ------------ | ----------- | ----------- | ------ | ------ |
|                          | Jean-Pierre Balduyck   | PS-MRG       | 13 171       | 36,90        | 16 761      | 44,82       | 39     |        |
|                          | Stéphane Dermaux *     | UDF-RPR (UD) | 11 081       | 31,04        | 15 144      | 40,50       | 11     |        |
|                          | Christian Baeckeroot   | FN           | 5 727        | 16,04        | 5 487       | 14,67       | 3      |        |
|                          | Didier Droart          | RPR diss.    | 2 744        | 7,68         |             |             |        |        |
|                          | Claude Demoustier      | PCF          | 1 700        | 4,76         |             |             |        |        |
|                          | Michel-Antoine Callens | Les Verts    | 1 265        | 3,54         |             |             |        |        |
|                          |                        |              |              |              |             |             |        |        |
| Inscrits                 | Inscrits               | Inscrits     | 53 046       | 100,00       | 53 046      | 100,00      |        |        |
| Abstentions              | Abstentions            | Abstentions  | 16 412       | 30,93        | 14 939      | 28,16       |        |        |
| Votants                  | Votants                | Votants      | 36 634       | 69,07        | 38 107      | 71,84       |        |        |
| Nuls                     | Nuls                   | Nuls         | 946          | 1,78         | 715         | 1,35        |        |        |
| Exprimés                 | Exprimés               | Exprimés     | 35 688       | 67,28        | 37 392      | 70,49       |        |        |
| * Liste du maire sortant |                        |              |              |              |             |             |        |        |

### Tours
Résultats
- Premier tour

|              | Liste                               | Résultats |
| Jean Germain | PS – Union de la gauche (PCF - MRG) | 25,58 %   |
| Boutin       | ECO                                 | 8,05 %    |
| Pouillault   | DVD                                 | 0,70 %    |
| Weyant       | DVD                                 | 8,38 %    |
| Jean Royer   | RPR - UDF                           | 52,04 %   |
| Verdon       | FN                                  | 5,26 %    |

### Valence
Maire sortant : Rodolphe Pesce (PS) 1977-1989  
Résultats
- Premier tour

|                 | Liste                           | Résultat |           |
| Chassang        | Nouvelle Gauche                 | 5,06 %   |           |
| Rodolphe Pesce  | Union de la Gauche (PS-PCF-MRG) | 48,64 %  | Ballotage |
| Hervé Mariton   | UDF                             | 22,71 %  | Ballotage |
| Patrick Labaune | RPR                             | 23,57 %  | Ballotage |

- Second tour

|                 | Liste                           | Résultat | Sièges                   |
| Rodolphe Pesce  | Union de la Gauche (PS-PCF-MRG) | 54,27 %  | 38 (PS 18, DVG 15, PC 5) |
| Hervé Mariton   | UDF                             | 9,64 %   | 2                        |
| Patrick Labaune | RPR                             | 36,08 %  | 9                        |

### Vitry-sur-Seine
Maire sortant : Paul Mercieca (PCF) 1977-1989
Résultats
- Premier tour

|               | Liste                                  | Résultats |
| Desrois       | Extrême gauche                         | 5,51 %    |
| Paul Mercieca | Union de la gauche-PCF (PS-PRG)        | 47,97 %   |
| McCoy         | Mouvement jeunes communistes de France | 10,42 %   |
| Fernand Saal  | UDF                                    | 6,87 %    |
| Deshoux       | RPR                                    | 16,38 %   |
| Faucher       | FN                                     | 12,85 %   |